# Bailleau-l'Évêque
Pour les articles homonymes, voir L'Évêque et Allonville (homonymie).
Bailleau-l'Évêque est une commune française située dans le département d'Eure-et-Loir en région Centre-Val de Loire.

## Géographie

### Situation

Situation géographique
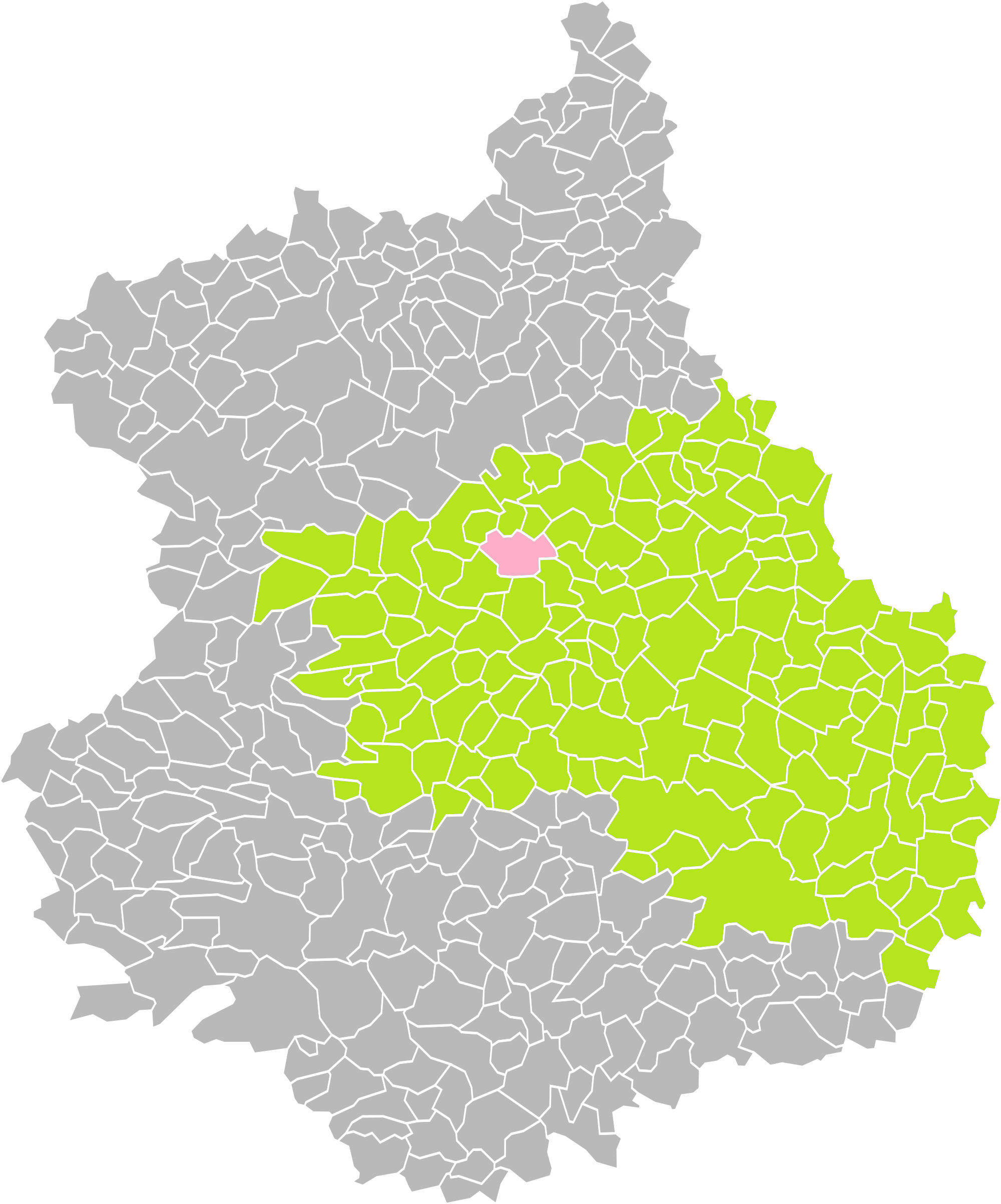
Bailleau-l'Évêque dans son arrondissement.
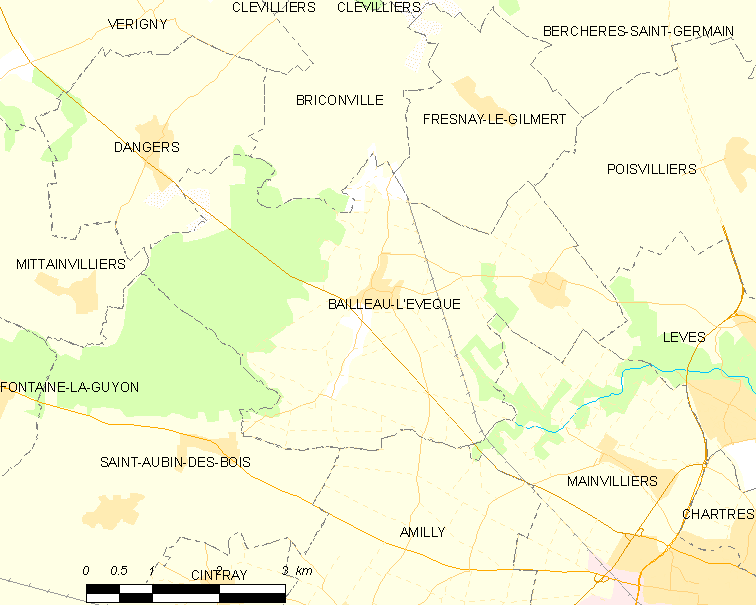
Carte de la  commune de Bailleau-l'Évêque.

### Communes limitrophes
| Dangers              | Briconville       | Fresnay-le-Gilmert |
| Mittainvilliers      | Bailleau-l'Évêque | Poisvilliers Lèves |
| Saint-Aubin-des-Bois | Amilly            | Mainvilliers       |

### Lieux-dits et écarts
Outre le bourg, le territoire de la commune compte quatre lieux-dits ou hameaux : Senarmont, Levéville, Dallonville (« Alonville » au XVIIe siècle) et le Moulin.

### Hydrographie
La commune est traversée par le Coinon, affluent en rive gauche de L'Eure donc de la Seine, qui se dirige ensuite vers Mainvilliers avant de confluer à Lèves.

### Climat
Pour des articles plus généraux, voir Climat du Centre-Val de Loire et Climat d'Eure-et-Loir.
En 2010, le climat de la commune est de type climat océanique dégradé des plaines du Centre et du Nord, selon une étude du CNRS s'appuyant sur une série de données couvrant la période 1971-2000. En 2020, Météo-France publie une typologie des climats de la France métropolitaine dans laquelle la commune est exposée à un climat océanique altéré et est dans la région climatique Sud-ouest du bassin Parisien, caractérisée par une faible pluviométrie, notamment au printemps (120 à 150 mm) et un hiver froid (3,5 °C).
Pour la période 1971-2000, la température annuelle moyenne est de 10,4 °C, avec une amplitude thermique annuelle de 14,6 °C. Le cumul annuel moyen de précipitations est de 651 mm, avec 10,9 jours de précipitations en janvier et 7,8 jours en juillet. Pour la période 1991-2020, la température moyenne annuelle observée sur la station météorologique de Météo-France la plus proche, « Chartres », sur la commune de Champhol à 8 km à vol d'oiseau, est de 11,4 °C et le cumul annuel moyen de précipitations est de 606,1 mm,. Pour l'avenir, les paramètres climatiques de la commune estimés pour 2050 selon différents scénarios d'émission de gaz à effet de serre sont consultables sur un site dédié publié par Météo-France en novembre 2022.

## Urbanisme

### Typologie
Au 1er janvier 2024, Bailleau-l'Évêque est catégorisée commune rurale à habitat dispersé, selon la nouvelle grille communale de densité à 7 niveaux définie par l'Insee en 2022.
Elle est située hors unité urbaine. Par ailleurs la commune fait partie de l'aire d'attraction de Chartres, dont elle est une commune de la couronne,. Cette aire, qui regroupe 117 communes, est catégorisée dans les aires de 50 000 à moins de 200 000 habitants,.

### Occupation des sols
L'occupation des sols de la commune, telle qu'elle ressort de la base de données européenne d’occupation biophysique des sols Corine Land Cover (CLC), est marquée par l'importance des territoires agricoles (71,1 % en 2018), une proportion sensiblement équivalente à celle de 1990 (71,4 %). La répartition détaillée en 2018 est la suivante : 
terres arables (67,4 %), forêts (25,7 %), zones agricoles hétérogènes (3,7 %), zones urbanisées (3,2 %). L'évolution de l’occupation des sols de la commune et de ses infrastructures peut être observée sur les différentes représentations cartographiques du territoire : la carte de Cassini (XVIIIe siècle), la carte d'état-major (1820-1866) et les cartes ou photos aériennes de l'IGN pour la période actuelle (1950 à aujourd'hui).

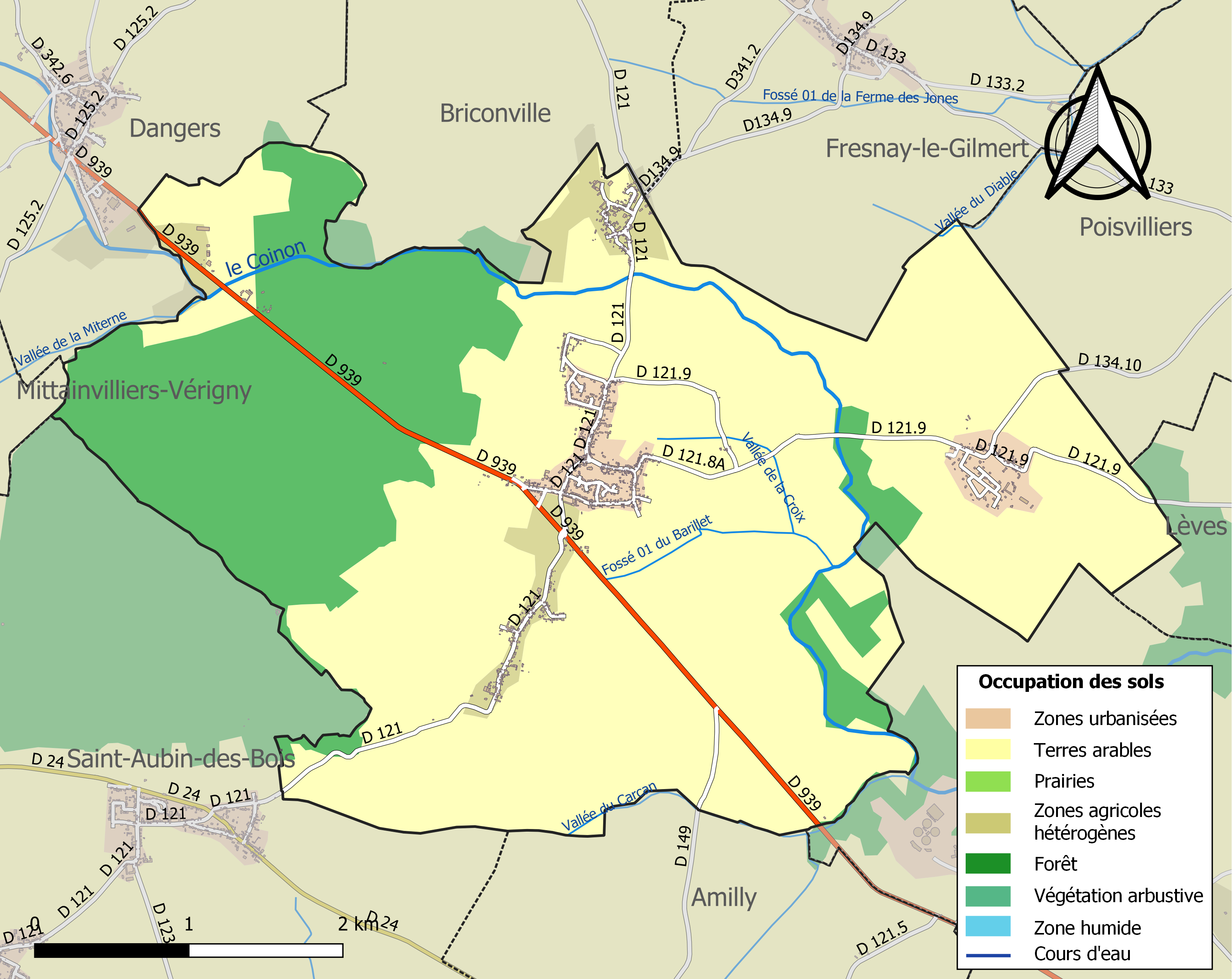
Carte des infrastructures et de l'occupation des sols de la commune en 2018 (CLC).

### Risques majeurs
Le territoire de la commune de Bailleau-l'Évêque est vulnérable à différents aléas naturels : météorologiques (tempête, orage, neige, grand froid, canicule ou sécheresse), inondationset séisme (sismicité très faible). Il est également exposé à un risque technologique, le transport de matières dangereuses. Un site publié par le BRGM permet d'évaluer simplement et rapidement les risques d'un bien localisé soit par son adresse soit par le numéro de sa parcelle.

#### Risques naturels
Certaines parties du territoire communal sont susceptibles d’être affectées par le risque d’inondation par débordement de cours d'eau et par ruissellement et coulée de boue, notamment le Coinon. La commune a été reconnue en état de catastrophe naturelle au titre des dommages causés par les inondations et coulées de boue survenues en 1999 et 2018,.

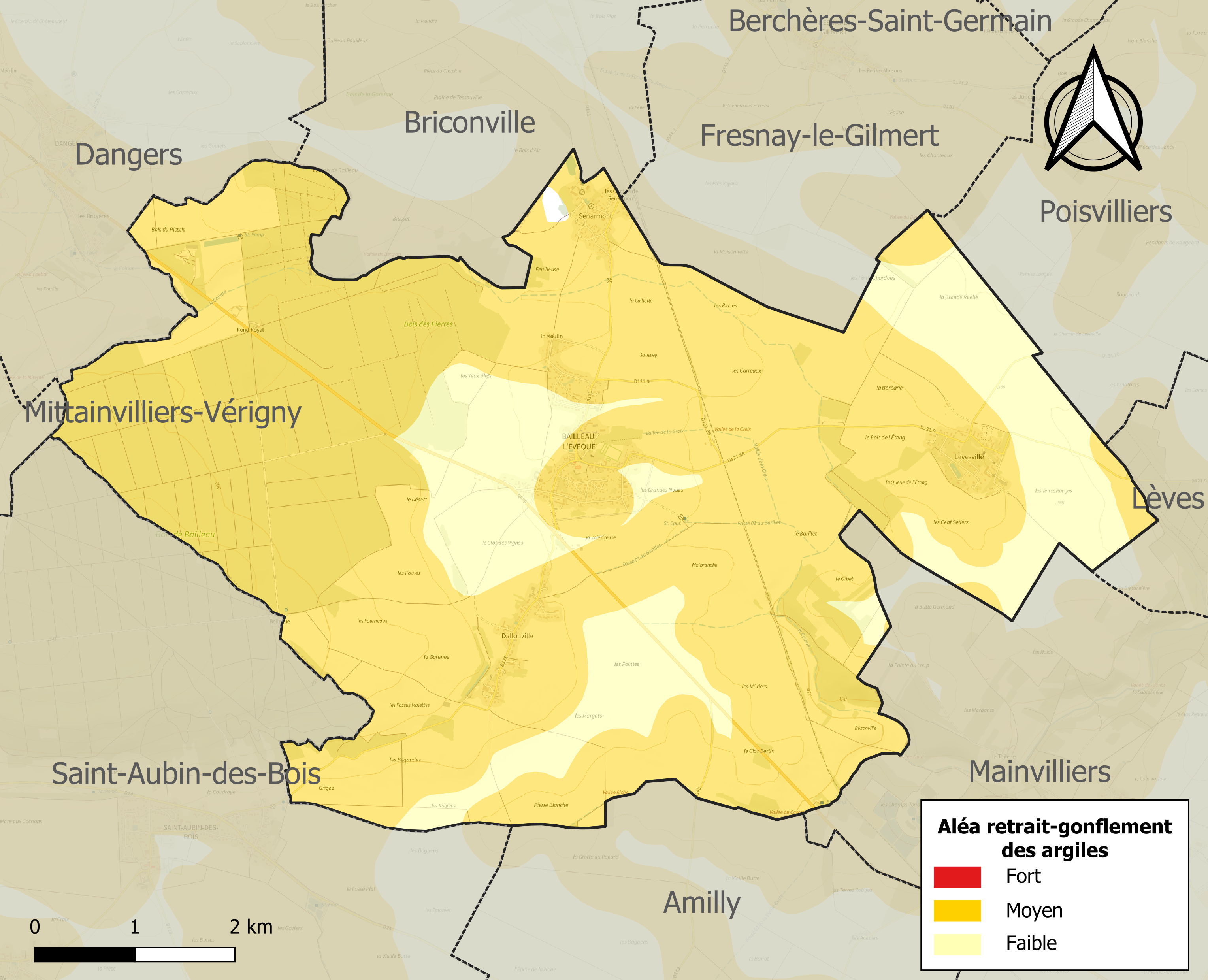
Carte des zones d'aléa retrait-gonflement des sols argileux de Bailleau-l'Évêque.

Le retrait-gonflement des sols argileux est susceptible d'engendrer des dommages importants aux bâtiments en cas d’alternance de périodes de sécheresse et de pluie. 80,9 % de la superficie communale est en aléa moyen ou fort (52,8 % au niveau départemental et 48,5 % au niveau national). Sur les 487 bâtiments dénombrés sur la commune en 2019, 427 sont en aléa moyen ou fort, soit 88 %, à comparer aux 70 % au niveau départemental et 54 % au niveau national. Une cartographie de l'exposition du territoire national au retrait gonflement des sols argileux est disponible sur le site du BRGM,.
Concernant les mouvements de terrains, la commune a été reconnue en état de catastrophe naturelle au titre des dommages causés par la sécheresse en 2018 et par des mouvements de terrain en 1999.

#### Risques technologiques
Le risque de transport de matières dangereuses sur la commune est lié à sa traversée par des infrastructures routières ou ferroviaires importantes ou la présence d'une canalisation de transport d'hydrocarbures. Un accident se produisant sur de telles infrastructures est en effet susceptible d’avoir des effets graves au bâti ou aux personnes jusqu’à 350 m, selon la nature du matériau transporté. Des dispositions d’urbanisme peuvent être préconisées en conséquence.

## Toponymie
Le nom de la localité est attesté sous les formes Baliolum vers 977, Baliolis-villa vers 1080 (dans le cartulaire de Saint-Père), Bajulolium vers 1123 (dans le cartulaire de Josaphat), Balliacum en 1148, Ballolium domini episcopi en 1224, Saint-Étienne de Bailleau-l’Evesque en 1736, Baillau les Bois en 1793 et Bailleau-l'Évêque en 1801.
Il existe trois Bailleau en Eure-et-Loir, tous trois dans l’arrondissement de Chartres: Bailleau-le-Pin, Bailleau-Armenonville et Bailleau-l'Évêque.
L'étymologie de ce toponyme provient de l'ancien français baille, issu du bas latin balliolum, « enclos, enceinte » ou de l'anthroponyme latin Ballius.

## Histoire
- Au cours de la Révolution française, la commune porta provisoirement le nom de Bailleau-les-Bois ; Bailleau-les-Bois est rattaché de 1790 à 1795 au district de Chartres et devient chef-lieu de canton de 1790 à 1800[19].
- De 1873 à 1971, Bailleau-l'Évêque a été desservi par les trains de voyageurs circulant sur la ligne de Chartres à Dreux ;
- Lors de la Seconde Guerre mondiale, la commune a abrité un dépôt de munitions[22].

## Politique et administration

### Liste des maires
| Période                                  | Période   | Identité             | Étiquette | Qualité                                   |
| ---------------------------------------- | --------- | -------------------- | --------- | ----------------------------------------- |
| Les données manquantes sont à compléter. |           |                      |           |                                           |
| Mars 2001                                | Mars 2008 | Jean-Philippe Ains   |           |                                           |
| Mars 2008                                | Mars 2014 | Joëlle Pinsard       |           |                                           |
| mars 2014                                | En cours  | Philippe Barazzutti, |           | Chef d'entreprise de dix salariés ou plus |

## Population et société

### Démographie
L'évolution du nombre d'habitants est connue à travers les recensements de la population effectués dans la commune depuis 1793. Pour les communes de moins de 10 000 habitants, une enquête de recensement portant sur toute la population est réalisée tous les cinq ans, les populations de référence des années intermédiaires étant quant à elles estimées par interpolation ou extrapolation. Pour la commune, le premier recensement exhaustif entrant dans le cadre du nouveau dispositif a été réalisé en 2004.

En 2022, la commune comptait 1 190 habitants, en évolution de +1,36 % par rapport à 2016 (Eure-et-Loir : −0,23 %, France hors Mayotte : +2,11 %).
| 1793 | 1800 | 1806 | 1821 | 1831 | 1836 | 1841 | 1846 | 1851 |
| ---- | ---- | ---- | ---- | ---- | ---- | ---- | ---- | ---- |
| 679  | 782  | 780  | 767  | 763  | 772  | 743  | 742  | 767  |

| 1856 | 1861 | 1866 | 1872 | 1876 | 1881 | 1886 | 1891 | 1896 |
| ---- | ---- | ---- | ---- | ---- | ---- | ---- | ---- | ---- |
| 755  | 712  | 722  | 763  | 740  | 702  | 687  | 677  | 683  |

| 1901 | 1906 | 1911 | 1921 | 1926 | 1931 | 1936 | 1946 | 1954 |
| ---- | ---- | ---- | ---- | ---- | ---- | ---- | ---- | ---- |
| 628  | 627  | 627  | 585  | 596  | 591  | 538  | 620  | 584  |

| 1962 | 1968 | 1975 | 1982 | 1990 | 1999 | 2004  | 2006  | 2009  |
| ---- | ---- | ---- | ---- | ---- | ---- | ----- | ----- | ----- |
| 509  | 545  | 588  | 682  | 929  | 987  | 1 082 | 1 116 | 1 172 |

| 2014  | 2019  | 2022  | - | - | - | - | - | - |
| ----- | ----- | ----- | - | - | - | - | - | - |
| 1 179 | 1 139 | 1 190 | - | - | - | - | - | - |

## Culture locale et patrimoine

### Lieux et monuments

#### Château de Levesville
Le château de Levesville date de la fin du XVe siècle (lieu-dit Levéville)  Inscrit MH (1976).

Château de Levesville
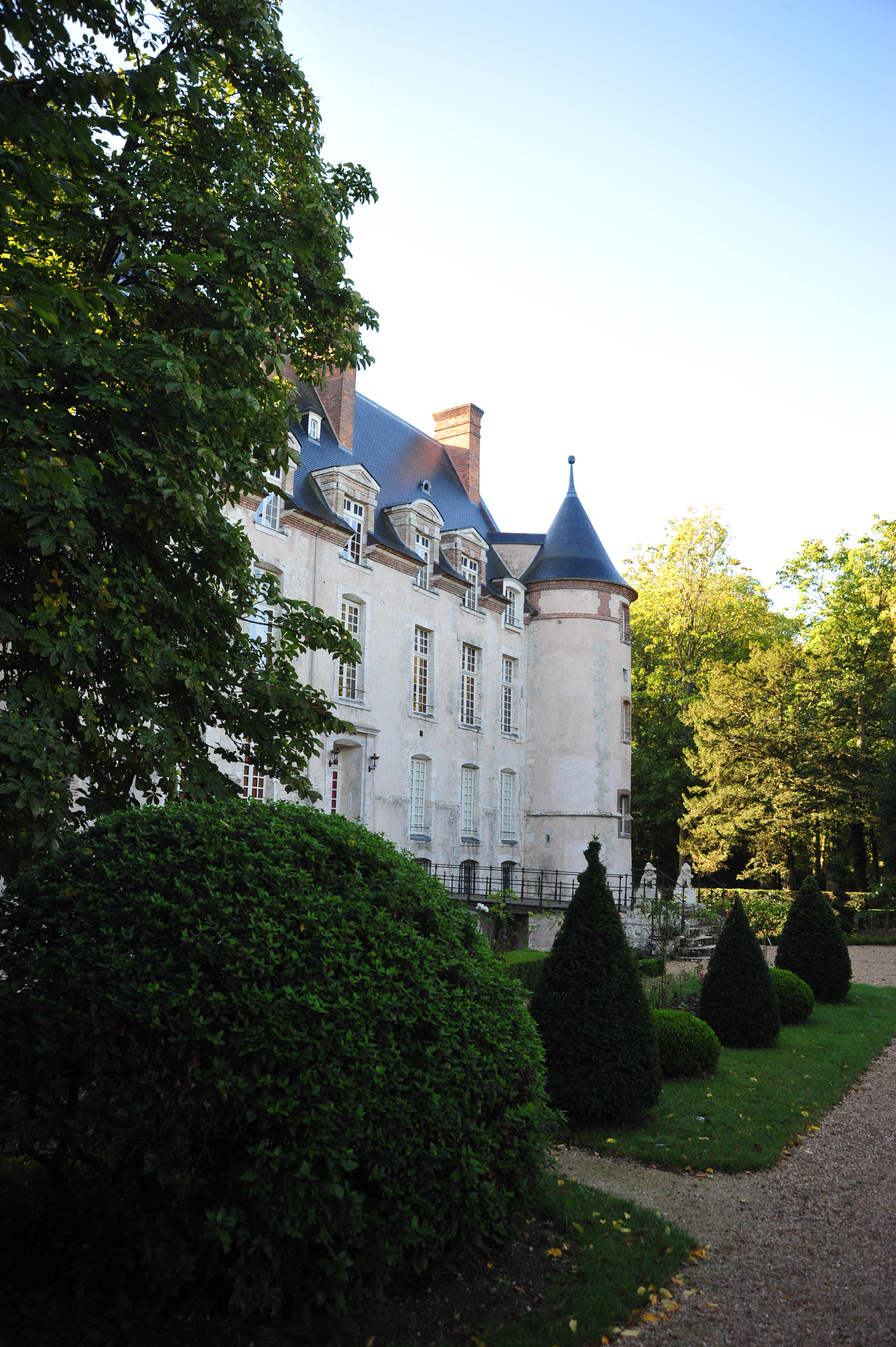
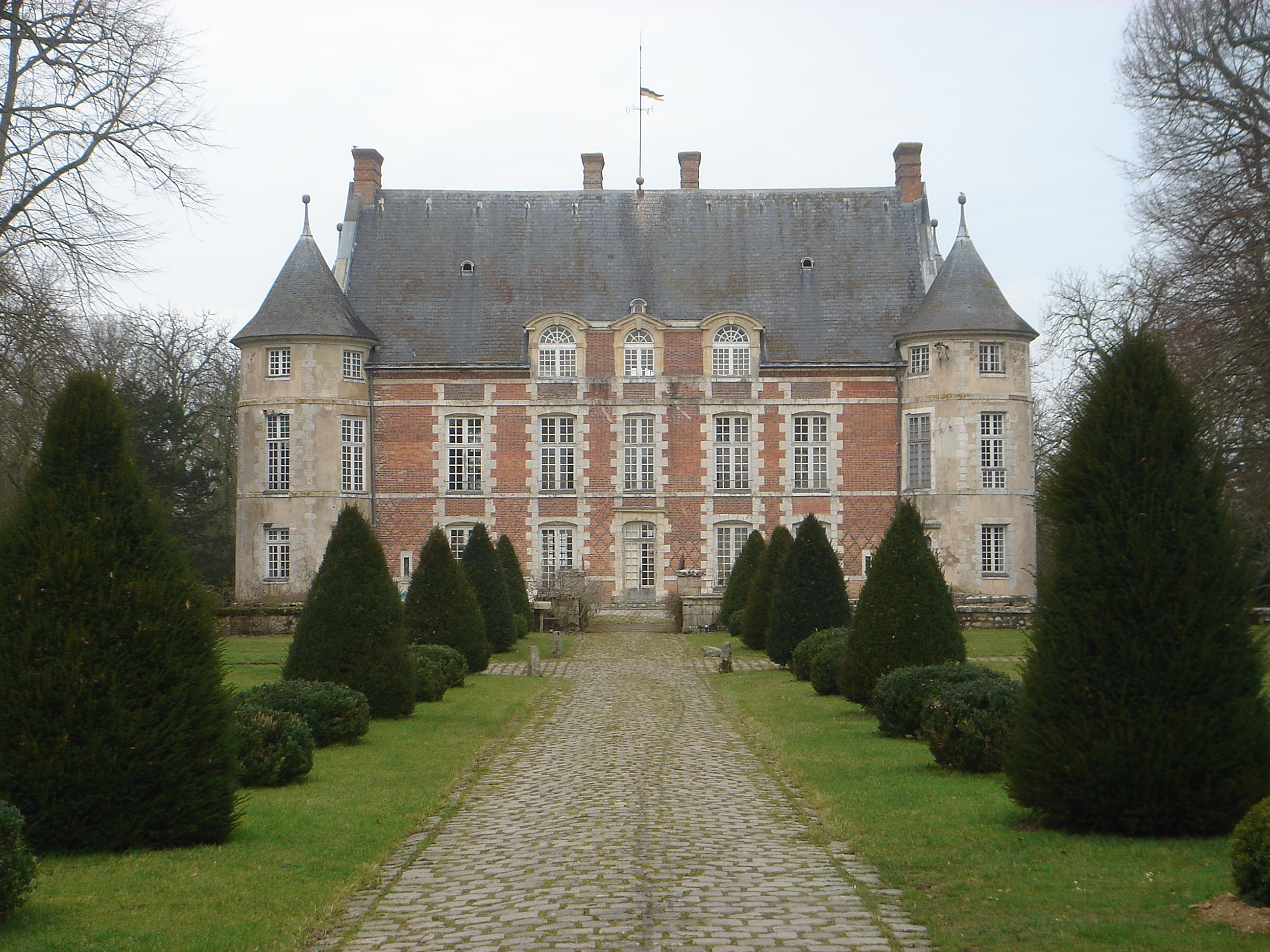
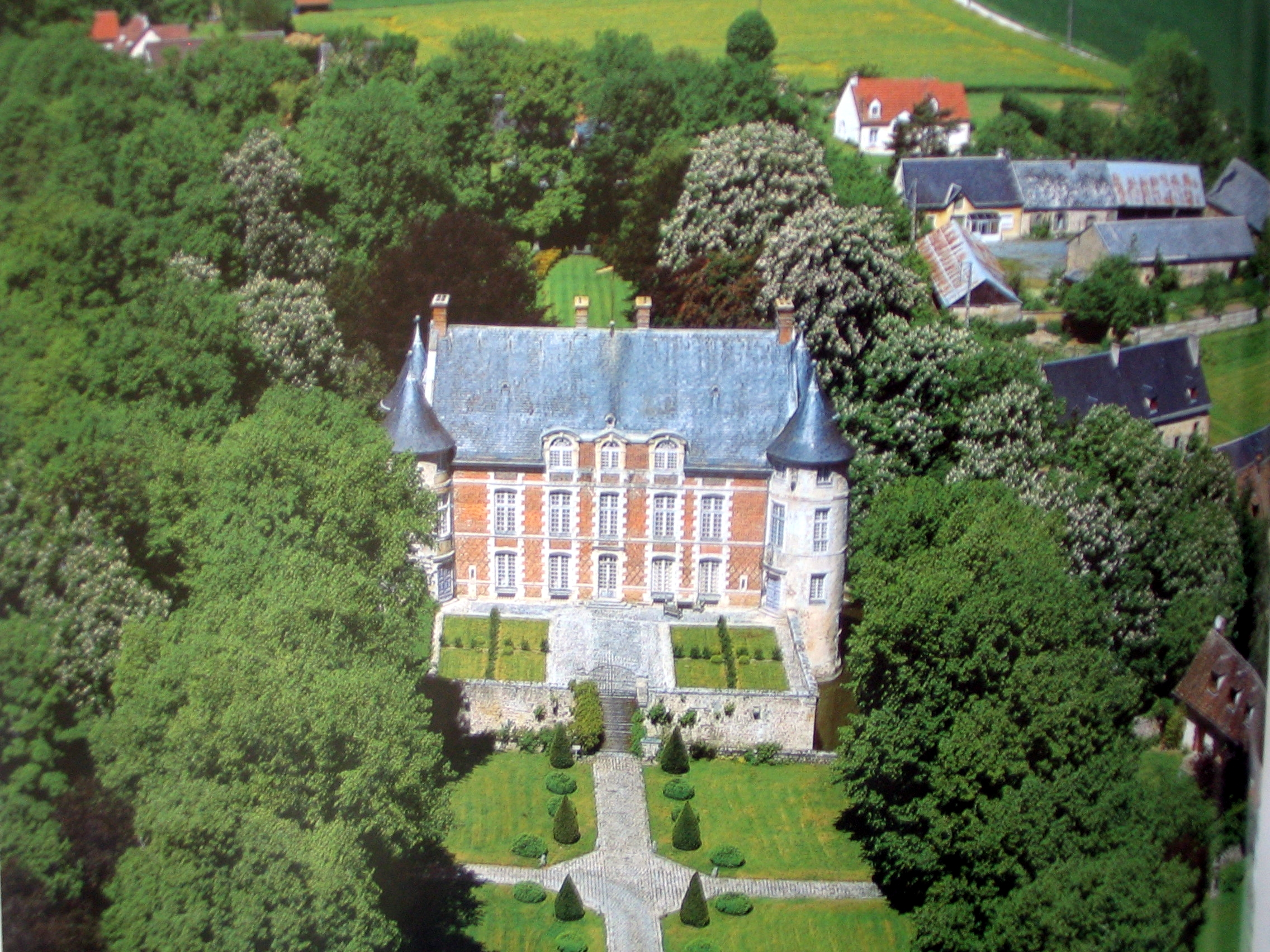
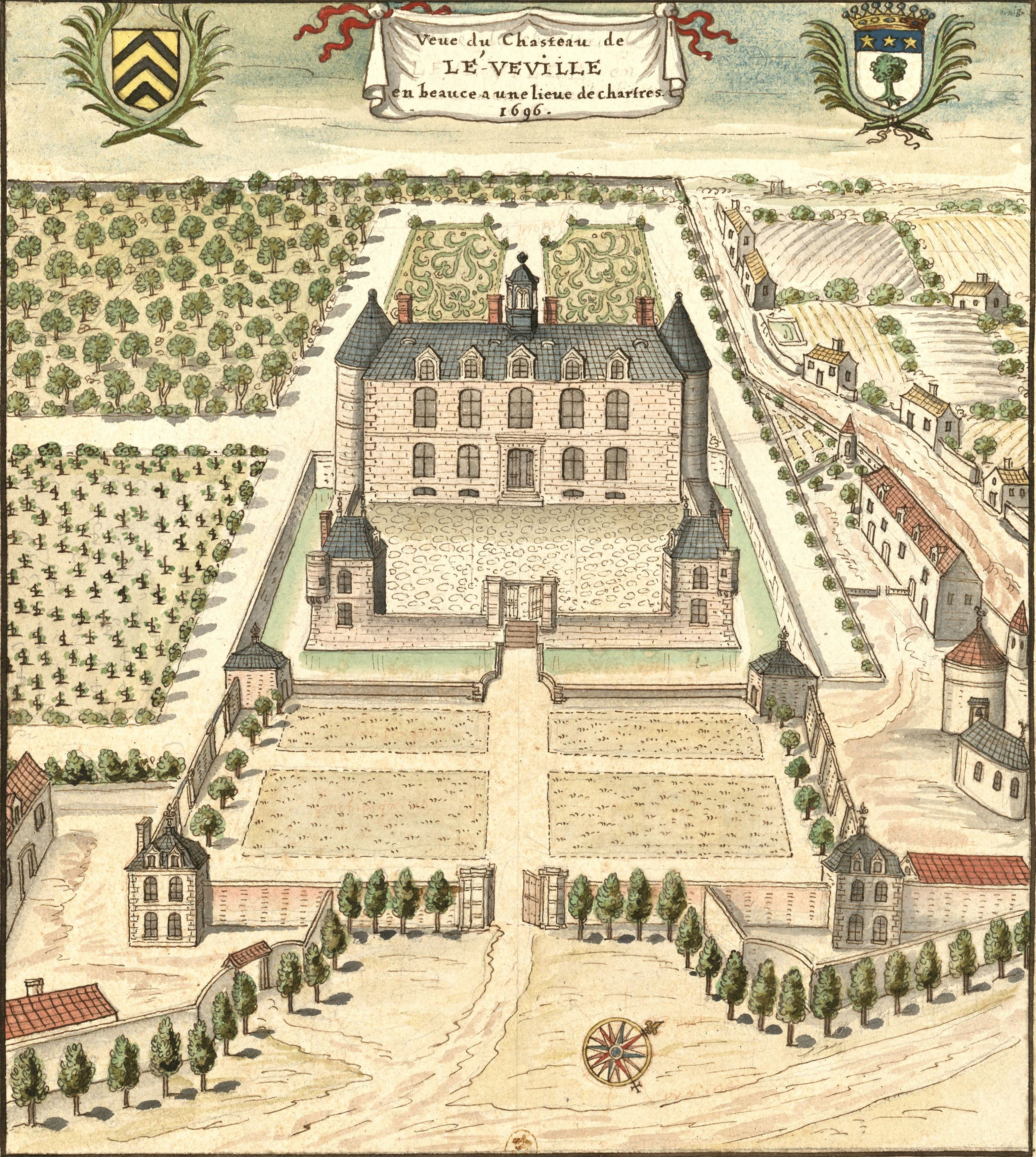

#### Canal de l'Eure ou canal Louis XIV
Comme à Fontaine-la-Guyon, les vestiges du canal inachevé de l'Eure sont visibles : ici une portion du Canal Louis XIV toujours en eau sur 250 mètres environ, maintenu en état depuis son origine au XVIIe siècle 48° 28′ 34″ N, 1° 23′ 12″ E ;

Le canal de l'Eure ou canal Louis XIV
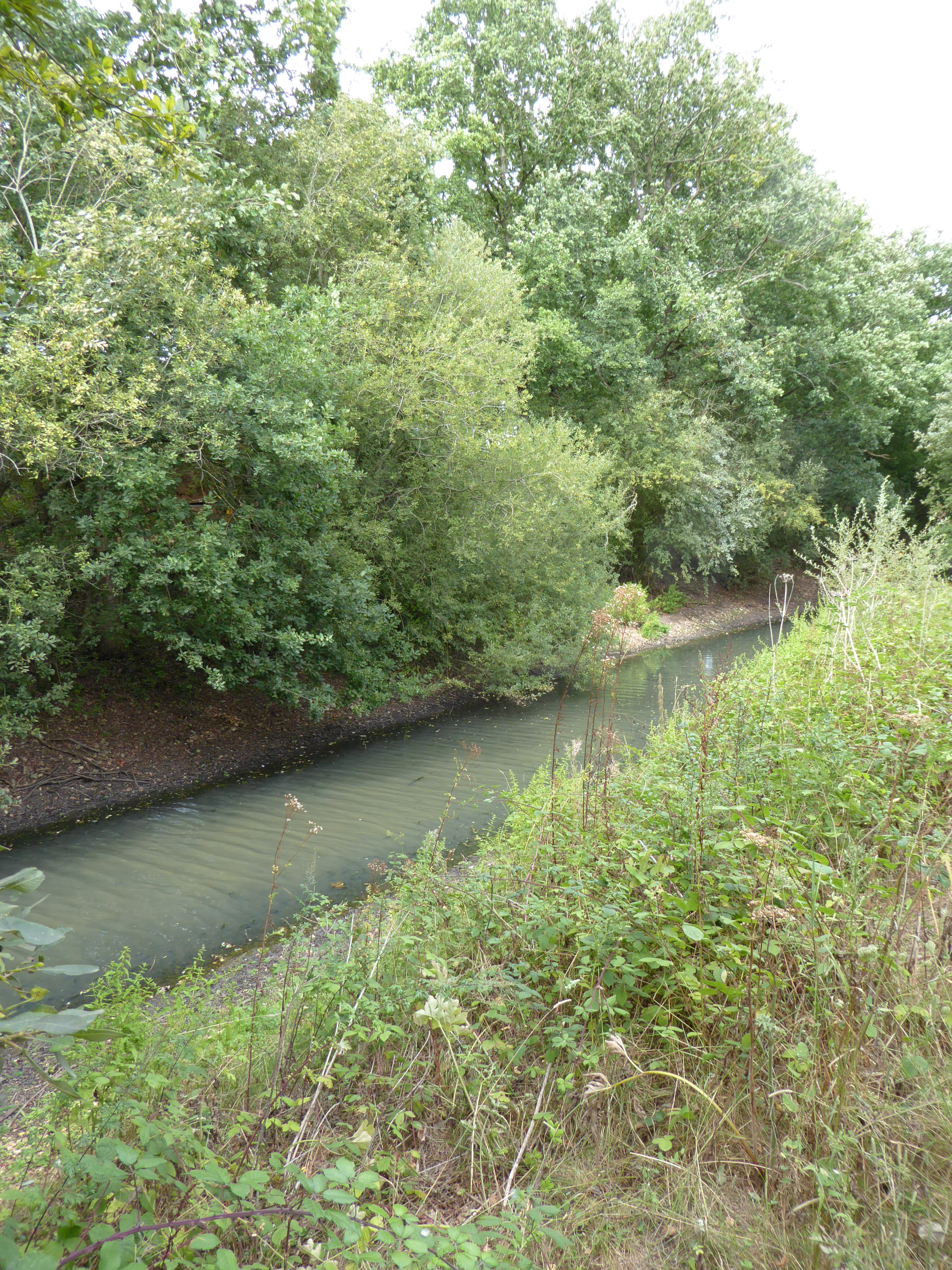
Le canal en eau.
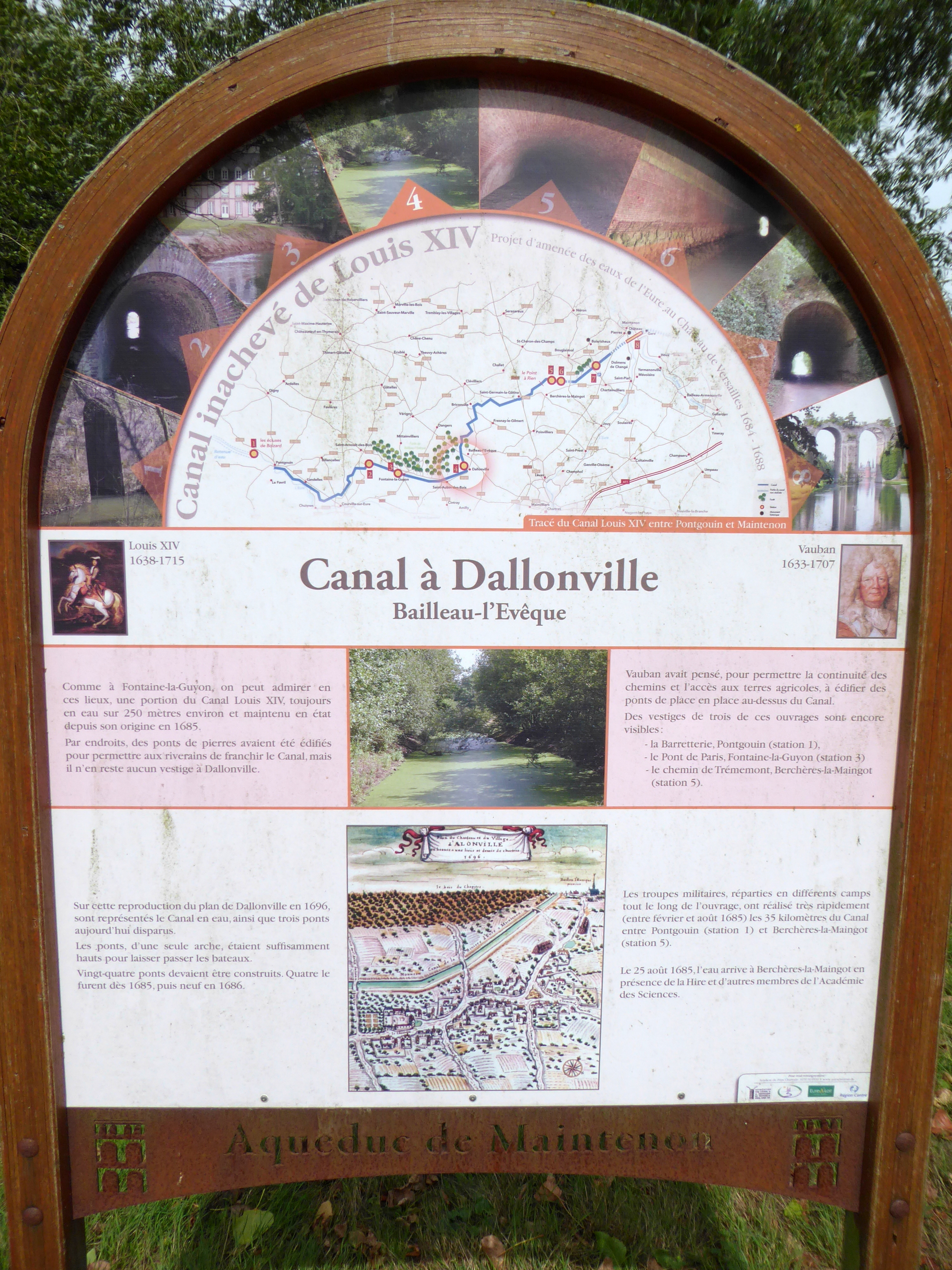
Panneau d'information n°4.
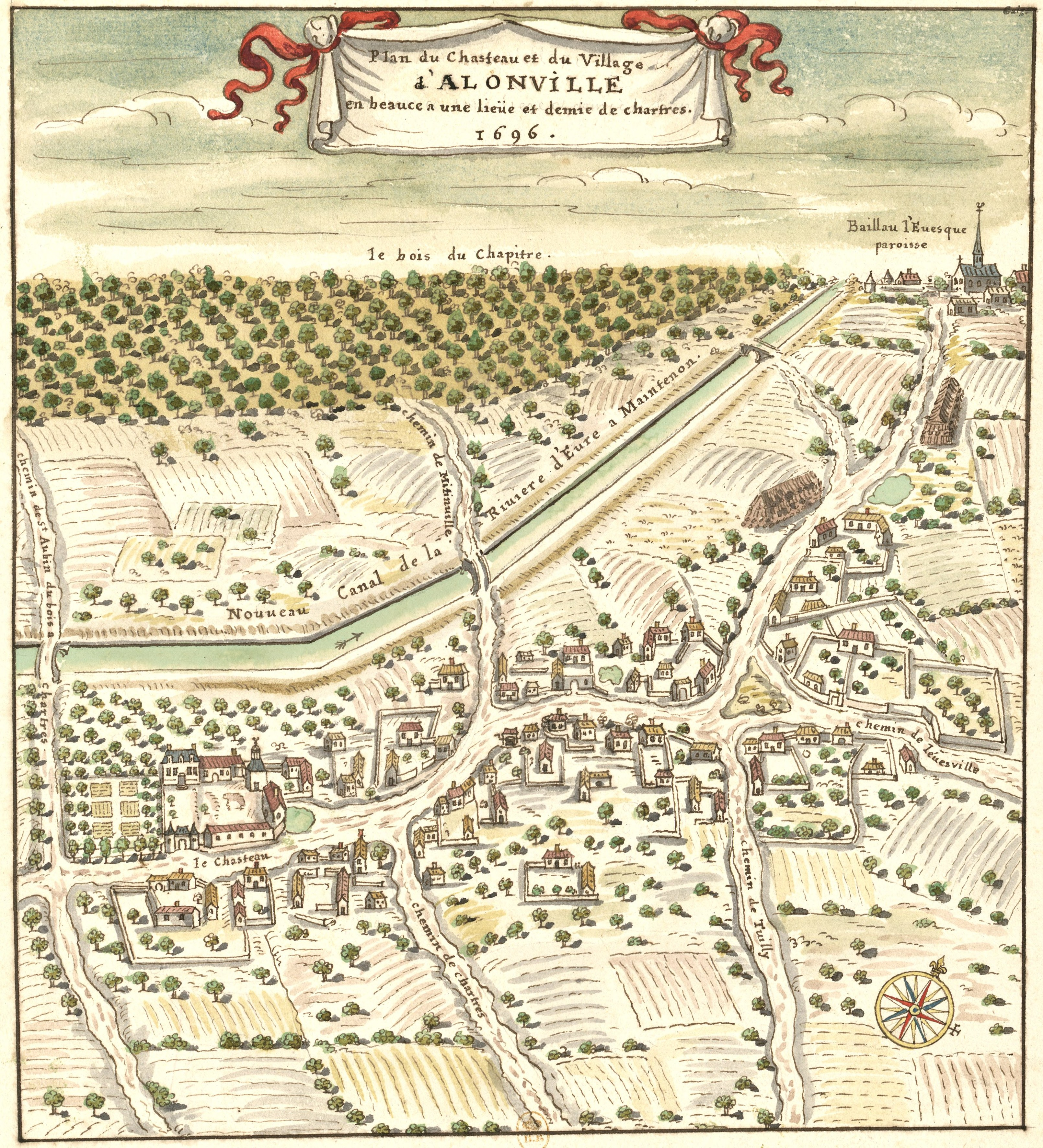
L'ancien « chasteau d'Alonville » et « Nouveau Canal de la Rivière d'Eure à Maintenon », Louis Boudan, 1696.

#### Église Saint-Étienne
XIIe et XVIe siècles.

L'église Saint-Étienne
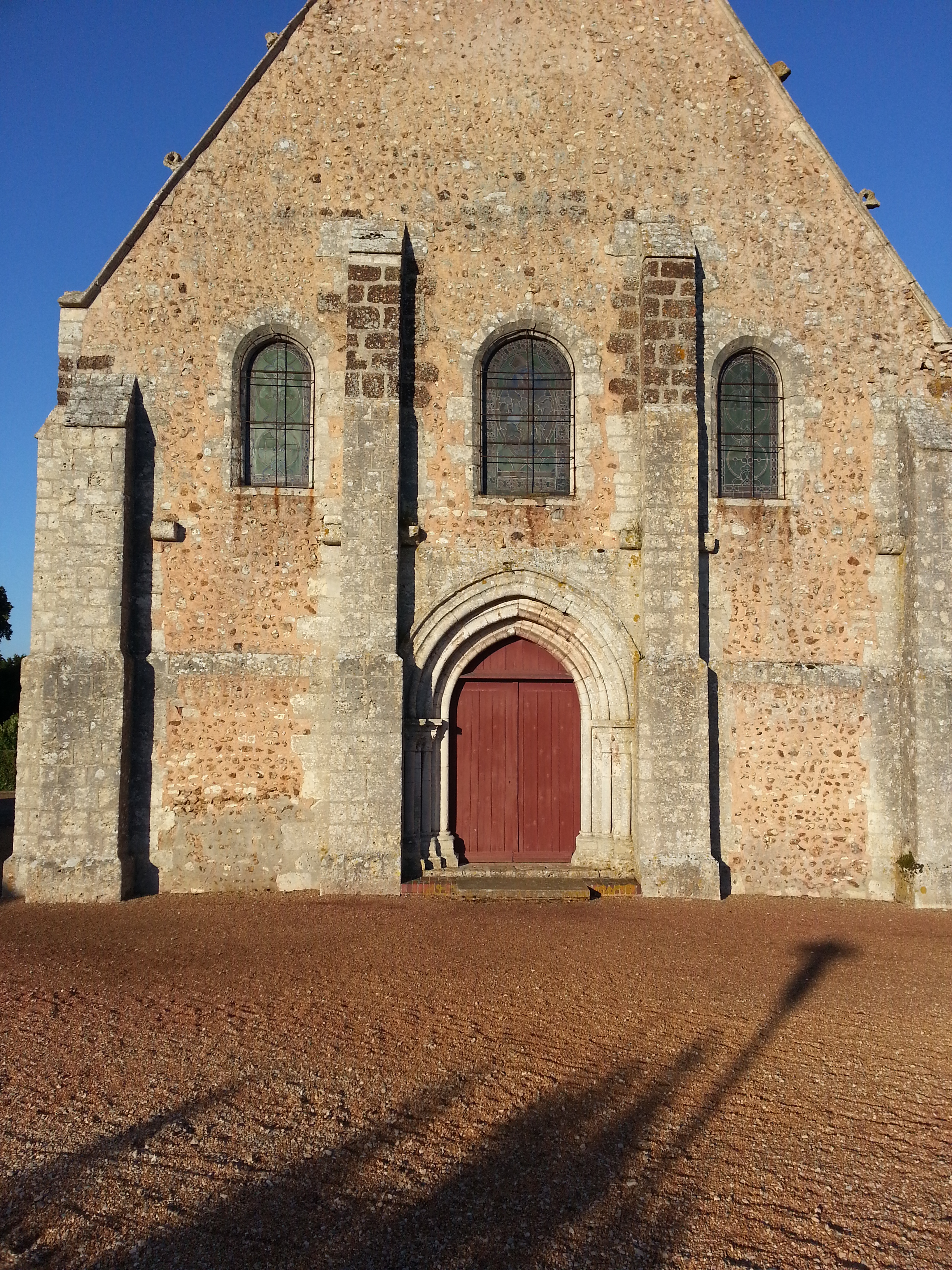
Façade ouest de l'église Saint-Étienne.
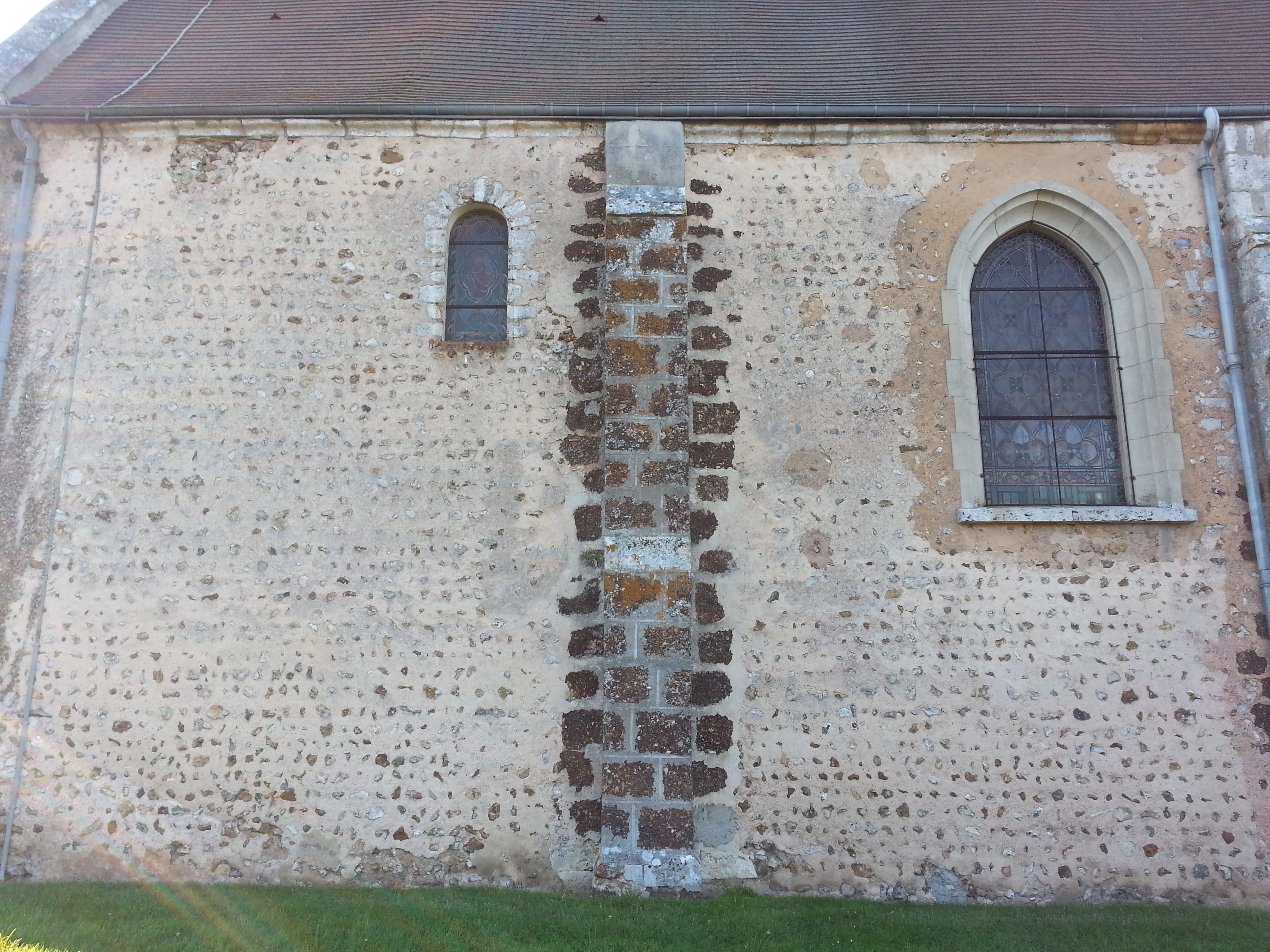
Mur sud d'origine romane.
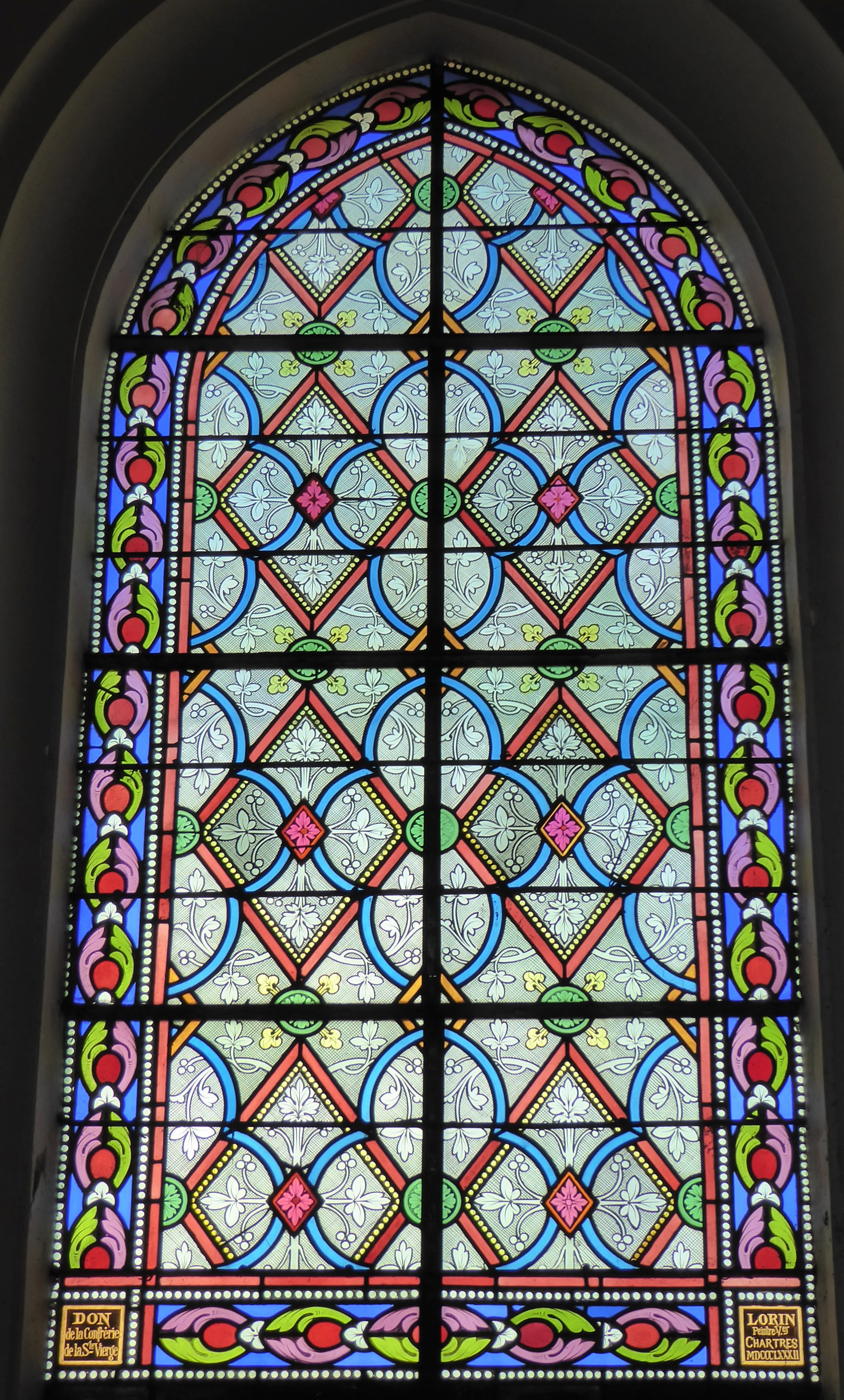
Baie n°9 signée Lorin, 1882.
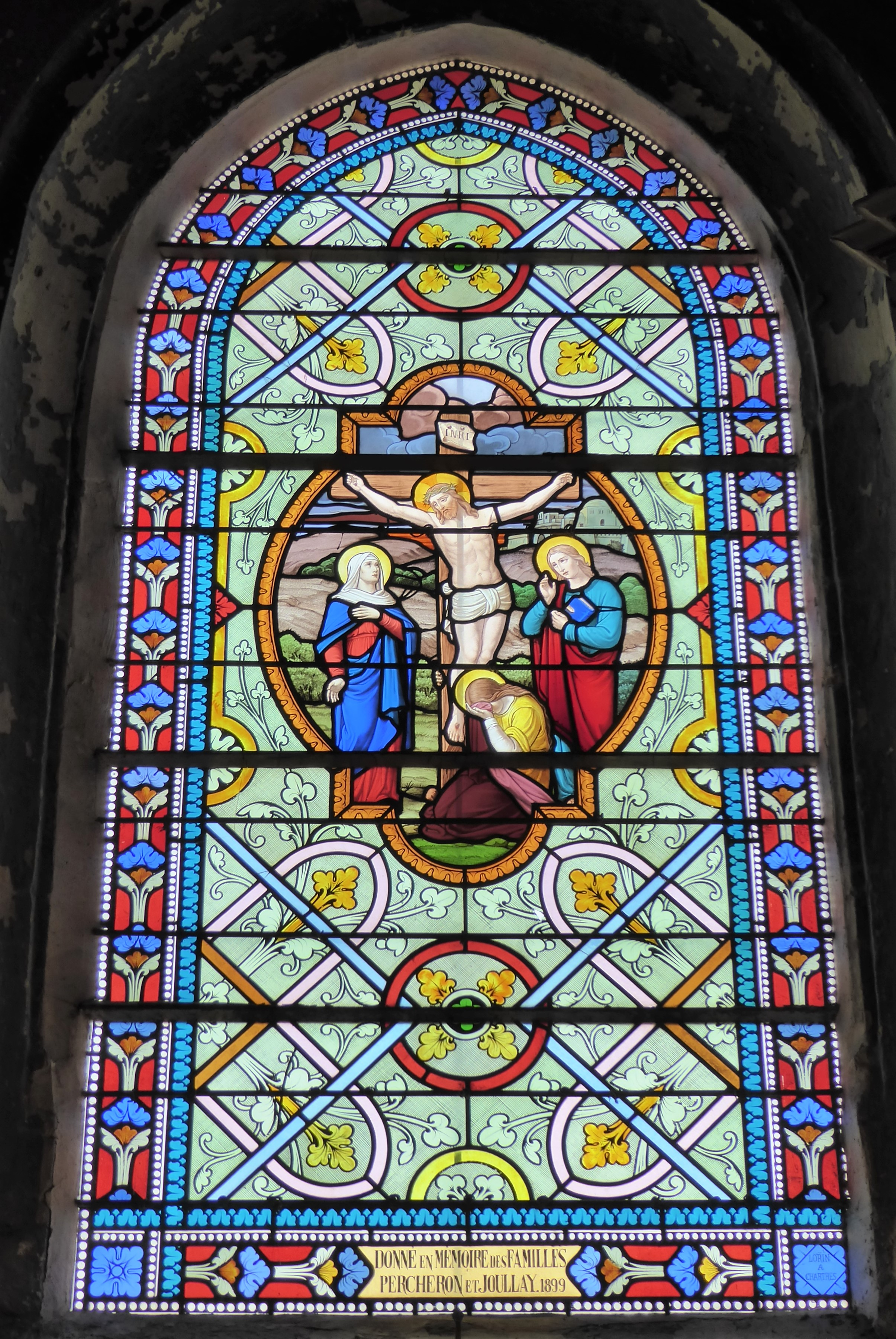
Baie n°1 signée Lorin, 1899.
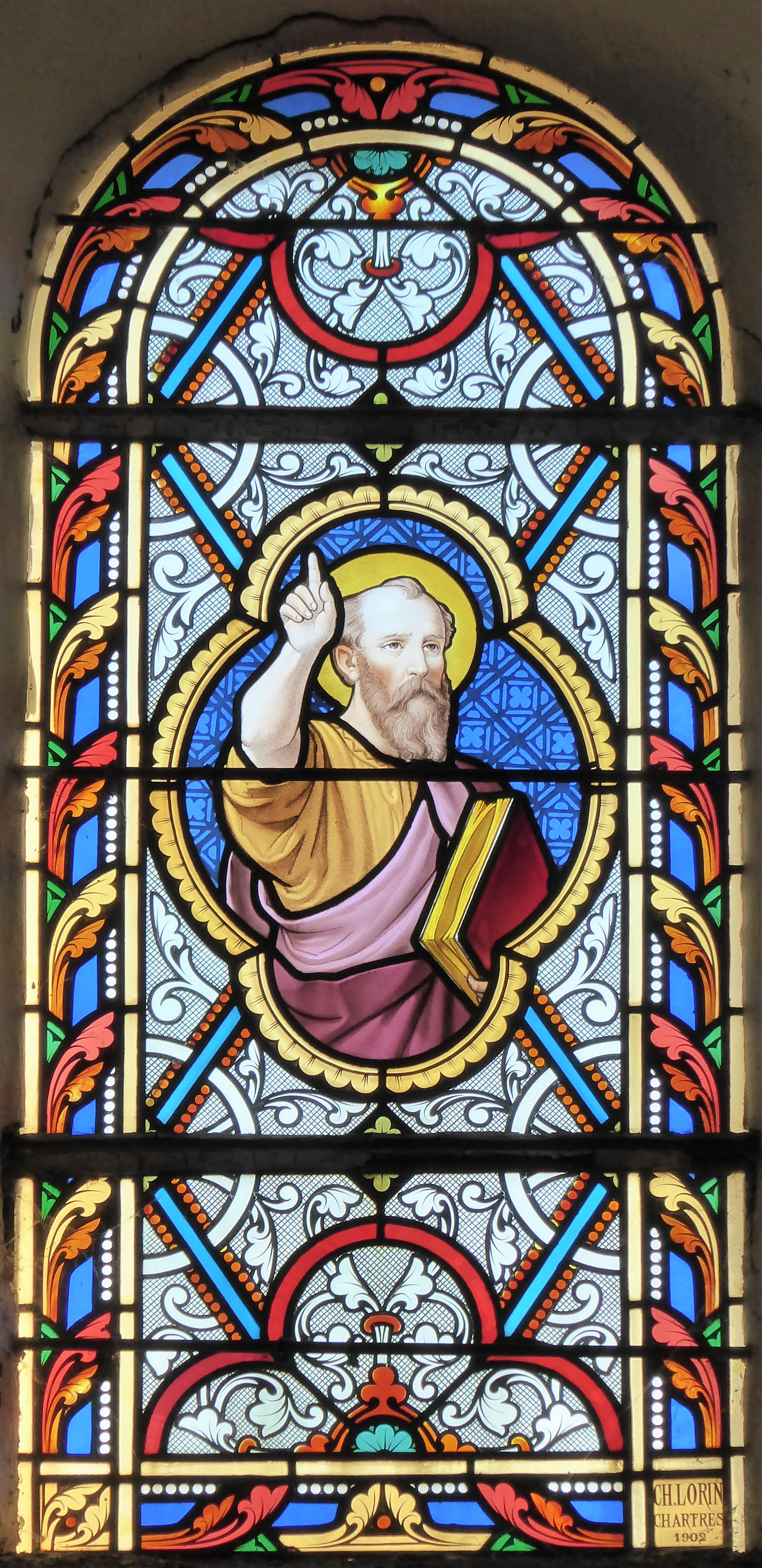
Baie n°14 signée Charles Lorin, 1902.

#### Autres lieux et monuments
- la forêt de Bailleau ;
- la mare ;
- l'ancienne gare ;
- le silo SCAEL au bord de la voie ferrée.

Autres lieux et monuments
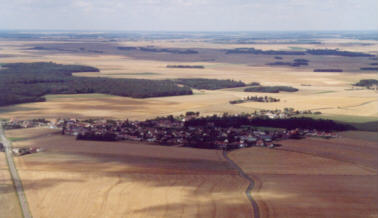
Vue aérienne.
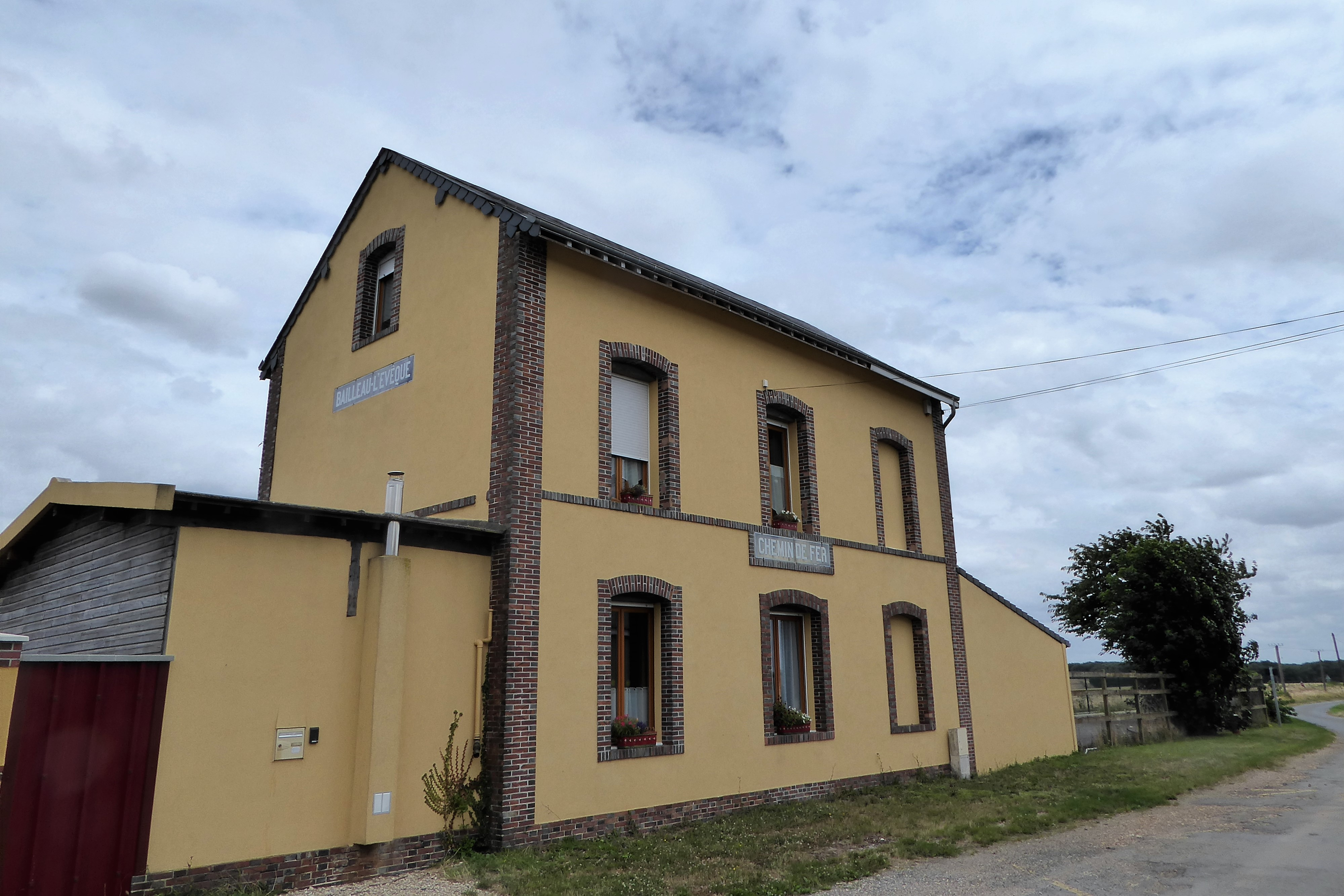
Ancienne gare.
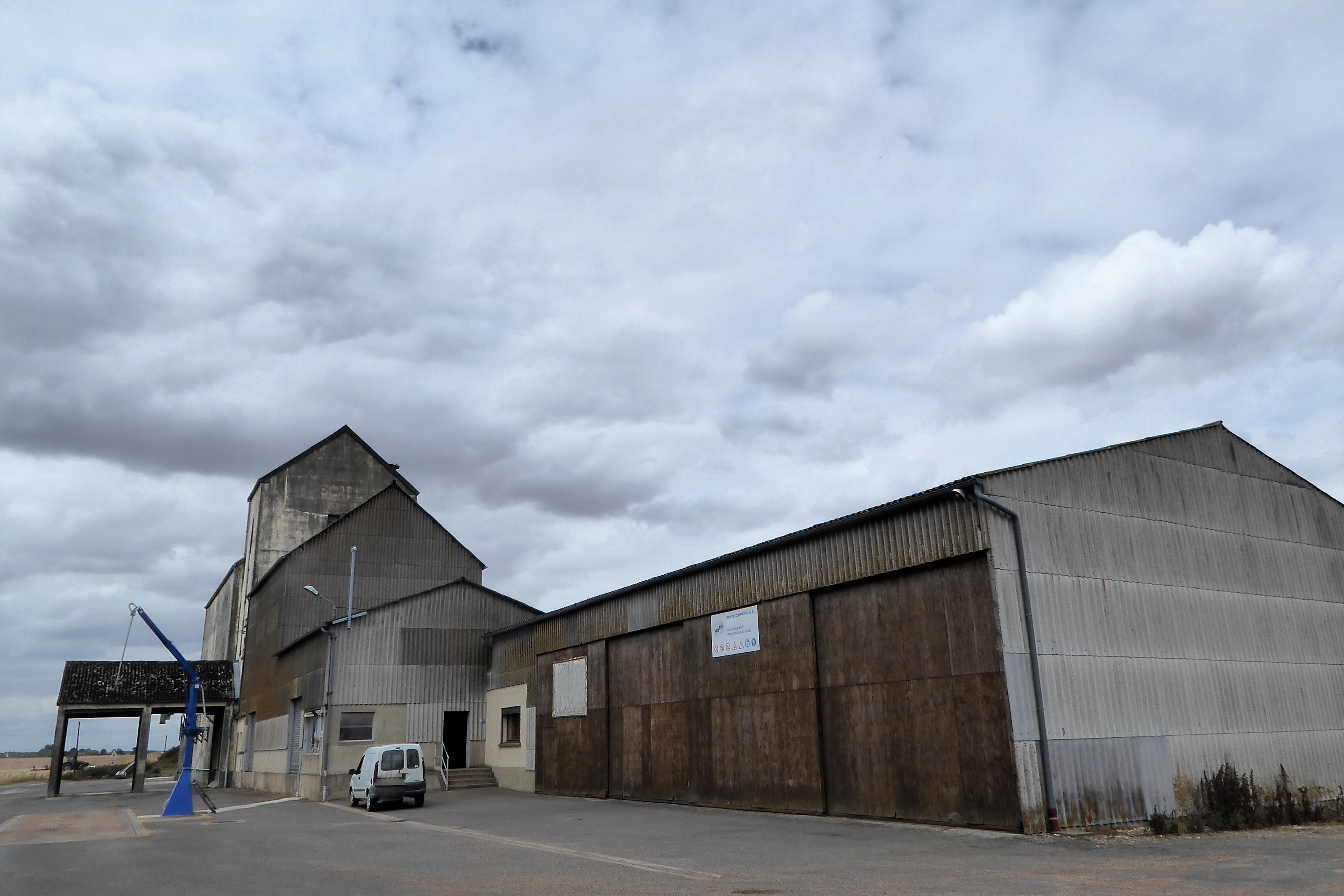
Silo le long de la voie ferrée.

### Personnalités liées à la commune

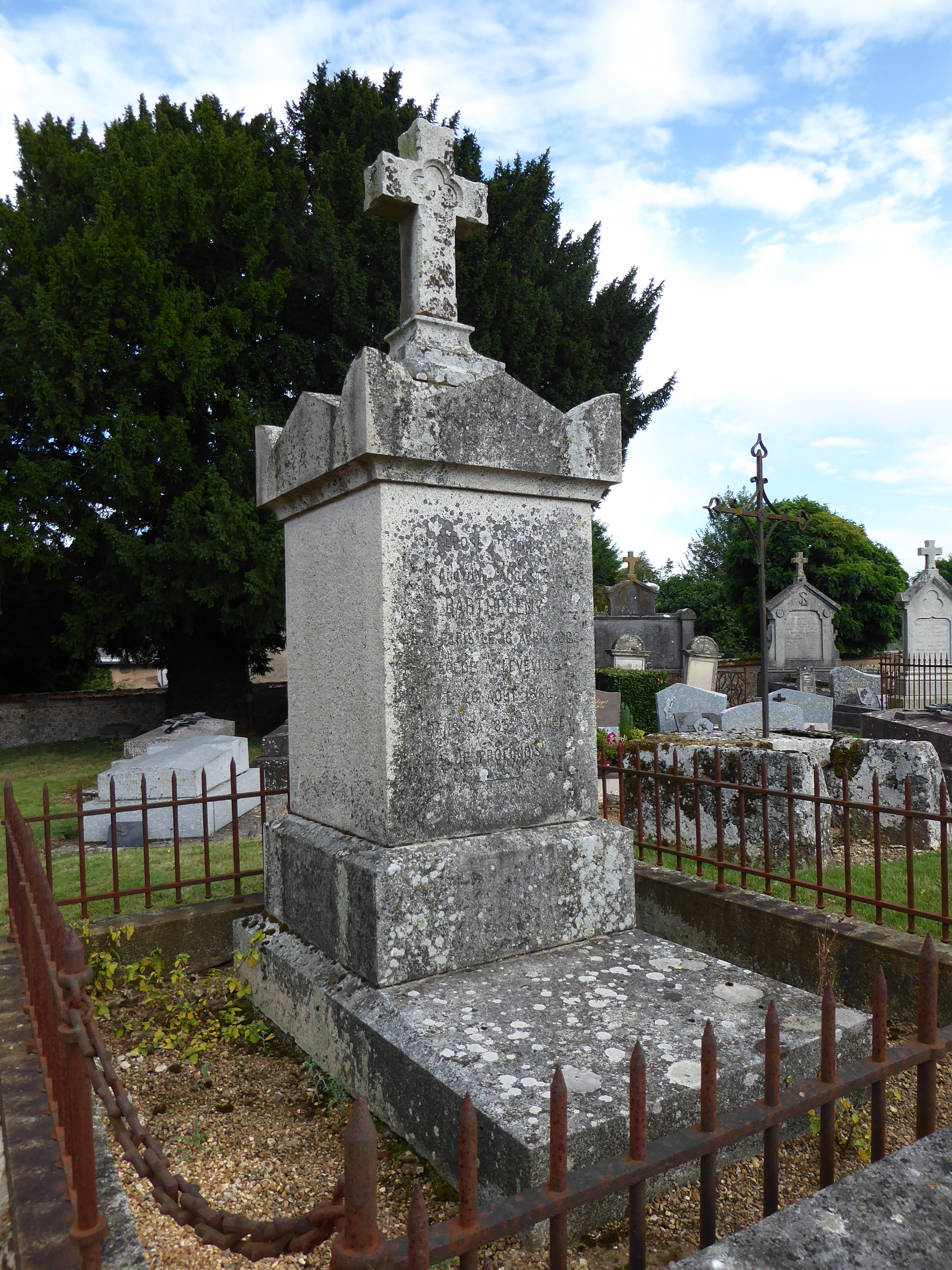
Tombe d'Antoine Bathélemy, cimetière de Bailleau-l'Évêque (Eure-et-Loir).

- Antoine Barthélémy (1802-1886), homme politique français, député d'Eure-et-Loir, propriétaire du château de Levesville.
- Edgar Maufrais (1900-1974), père de l'explorateur Raymond Maufrais (né en 1926) disparu en Amazonie en 1950. Il est né à Bailleau-l'Évêque le 24 juillet 1900.

### Héraldique
|  | Les armoiries de Bailleau-l'Évêque se blasonnent ainsi : D'or à une crosse à l'antique de pourpre penchée vers senestre, adextrée d'un chêne au naturel fruité de 5 glands du champ et senestrée d'une hure de sanglier de sable défendue d'argent ; au chef d'azur chargé d'un mur non crénelé d'argent maçonné de sable, ouvert du champ et flanqué de 2 tours rondes aussi d'argent, sans porte, maçonnées et pavillonnées aussi de sable. |